# Legacy Tower (Rochester)
Legacy Tower (anteriormente Bausch & Lomb Place) es un rascacielos ubicado en la ciudad de Rochester (Estados Unidos). Es el segundo edificio más alto de Rochester, con una altura de 122 metros y 20 pisos. Fue construido en 1994, lo que lo convirtió en el último rascacielos de Rochester, Nueva York, y fue la sede mundial de la compañía de lentes de contacto, productos para el cuidado de lentes, productos farmacéuticos, lentes intraoculares y productos para cirugía ocular Bausch & Lomb. Esta dejó el edificio en 2014 y se vendió a 3 desarrolladores locales, Robert C. Morgan & Cos, Flaum Management y Buckingham Properties.

## Galería

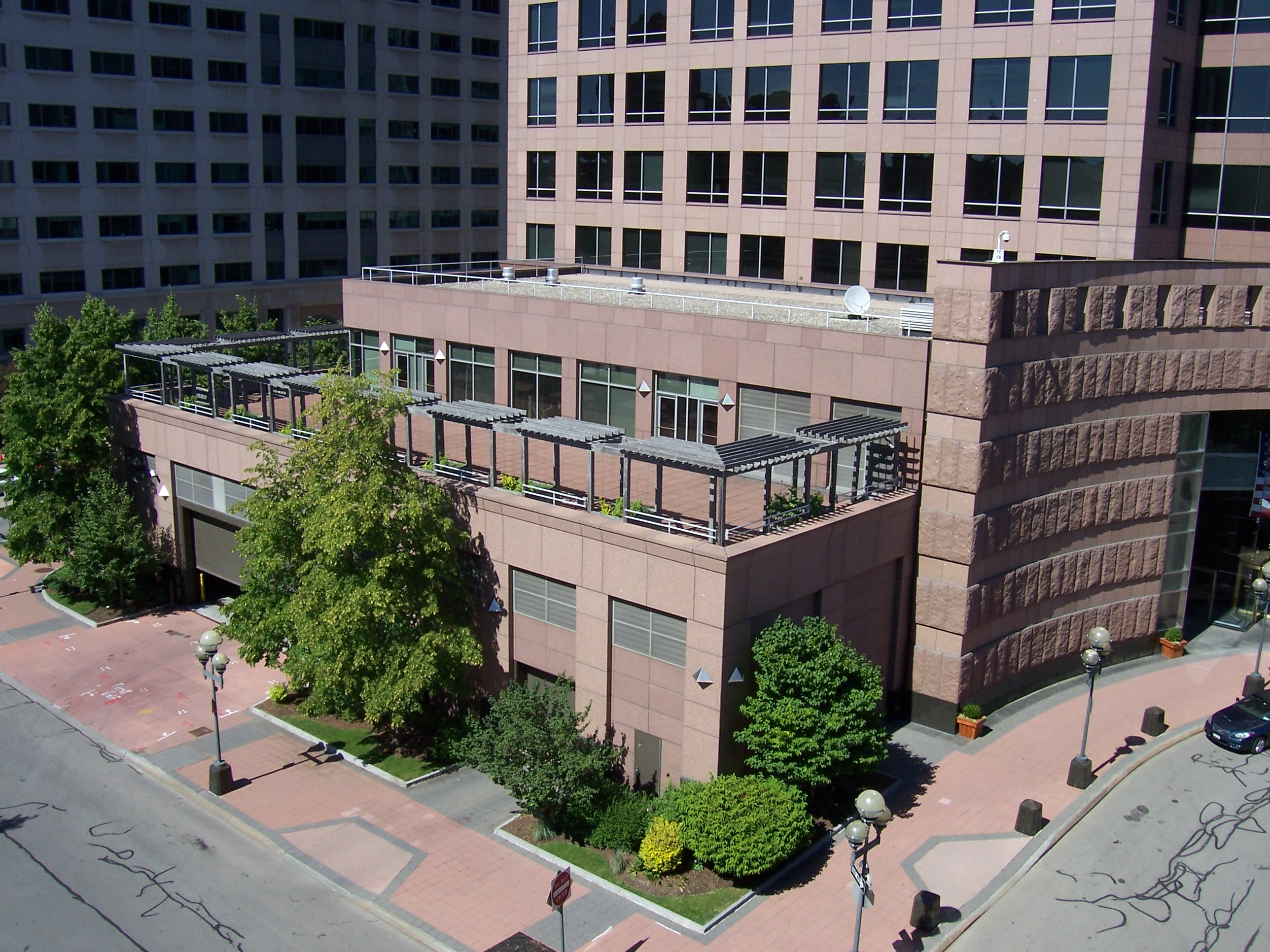
Plataforma del edificio
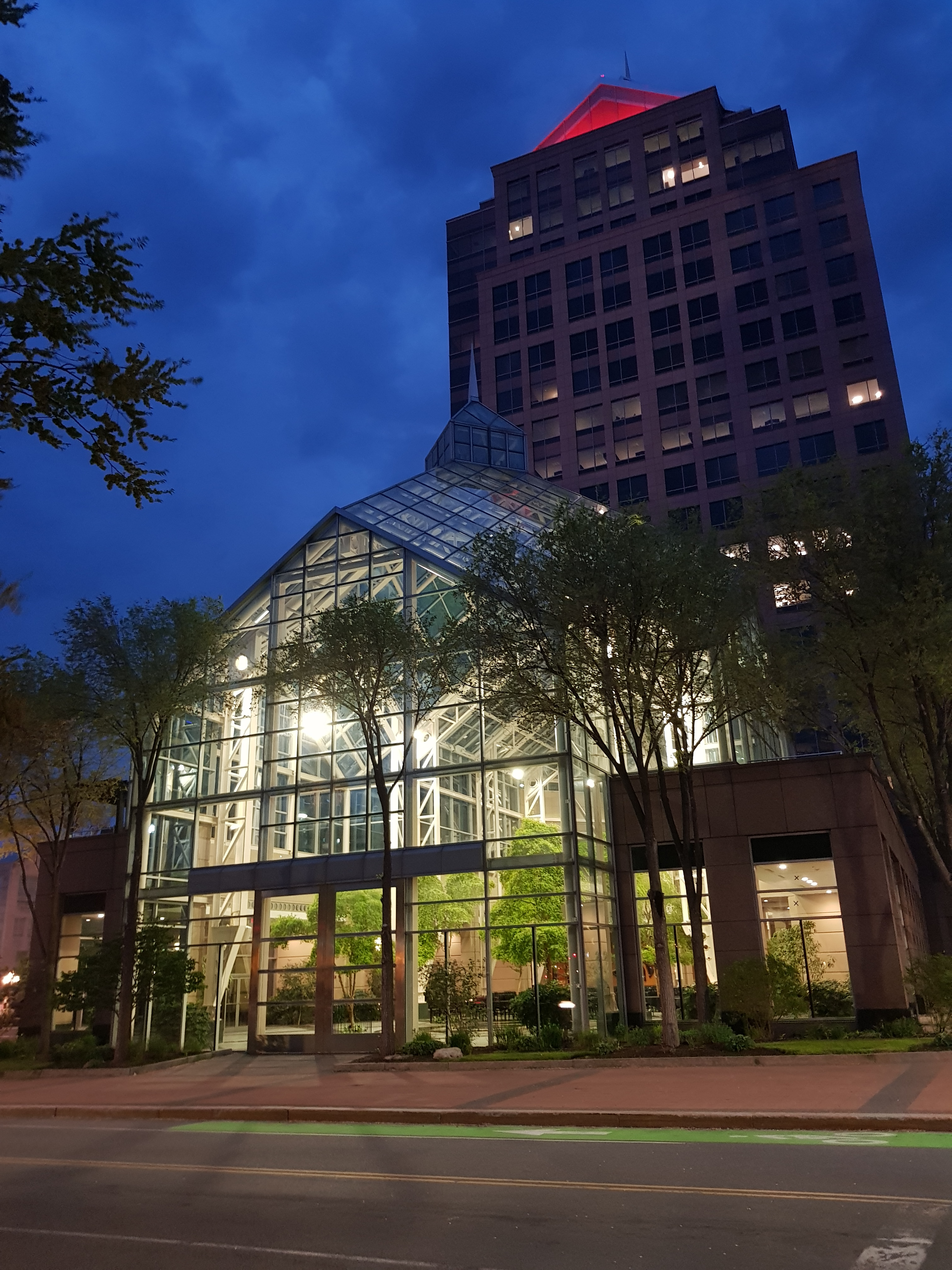
Iluminación nocturna
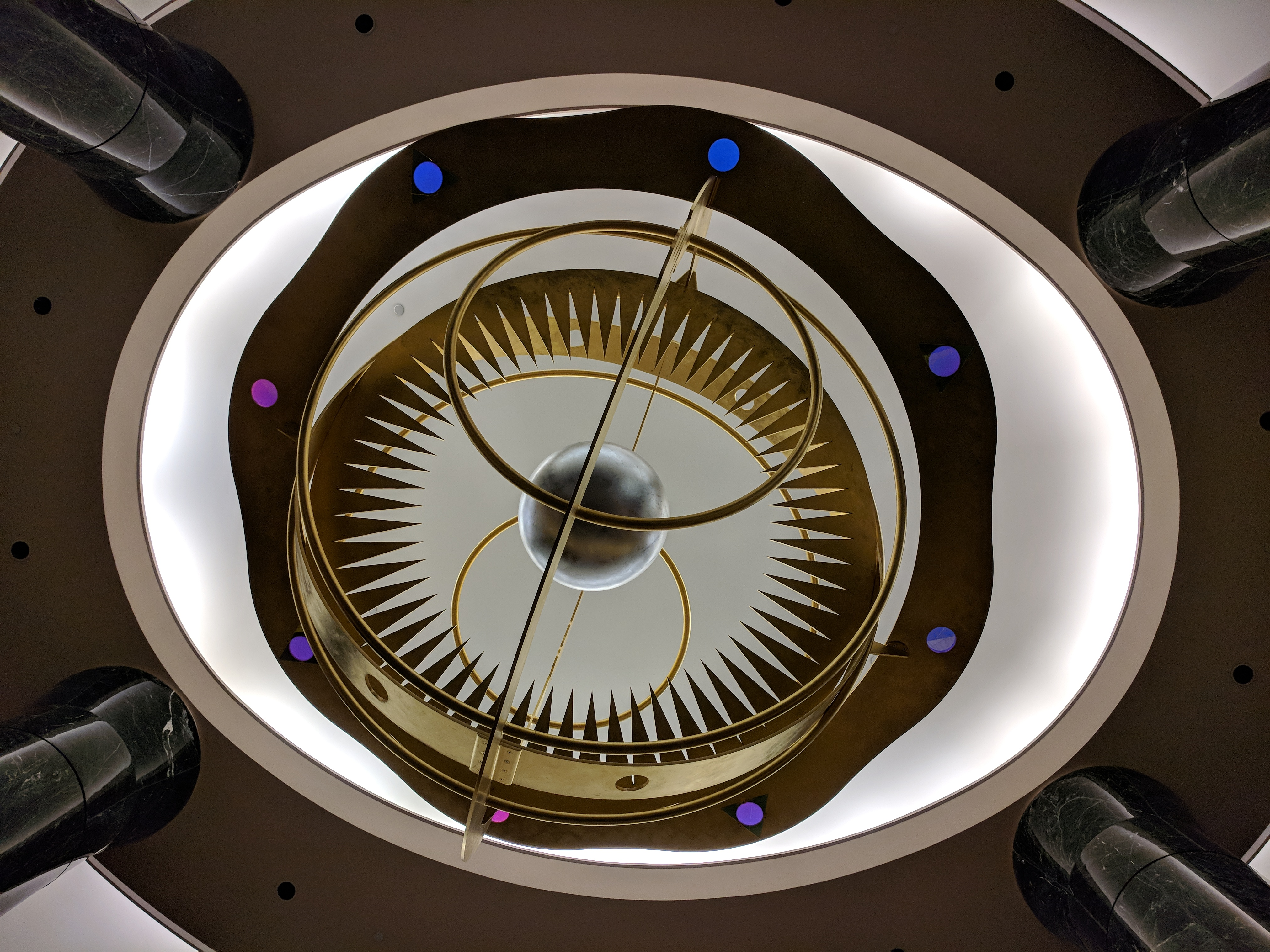
Lámpara en el vestículo
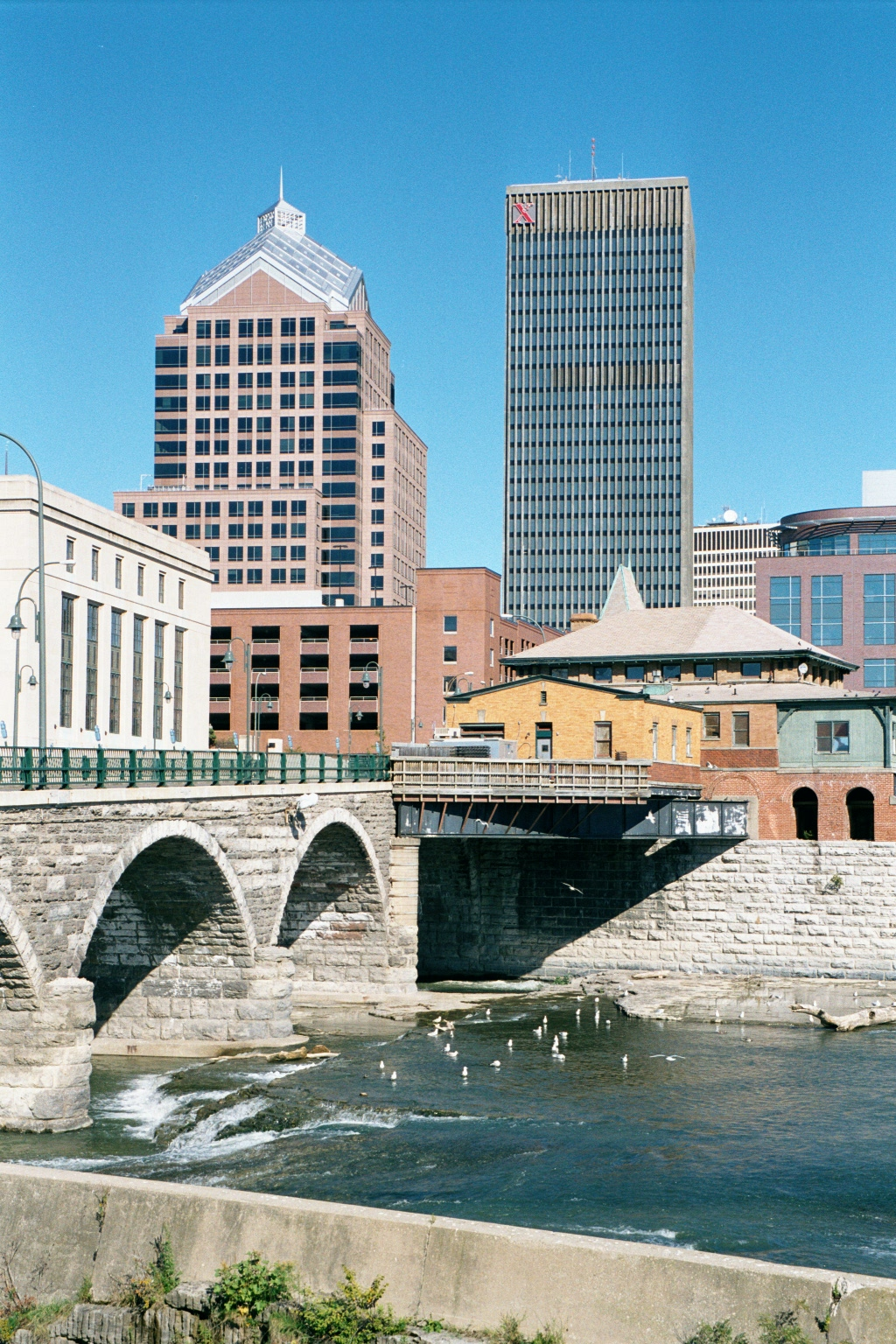
Desde el Puente de la Calle Court
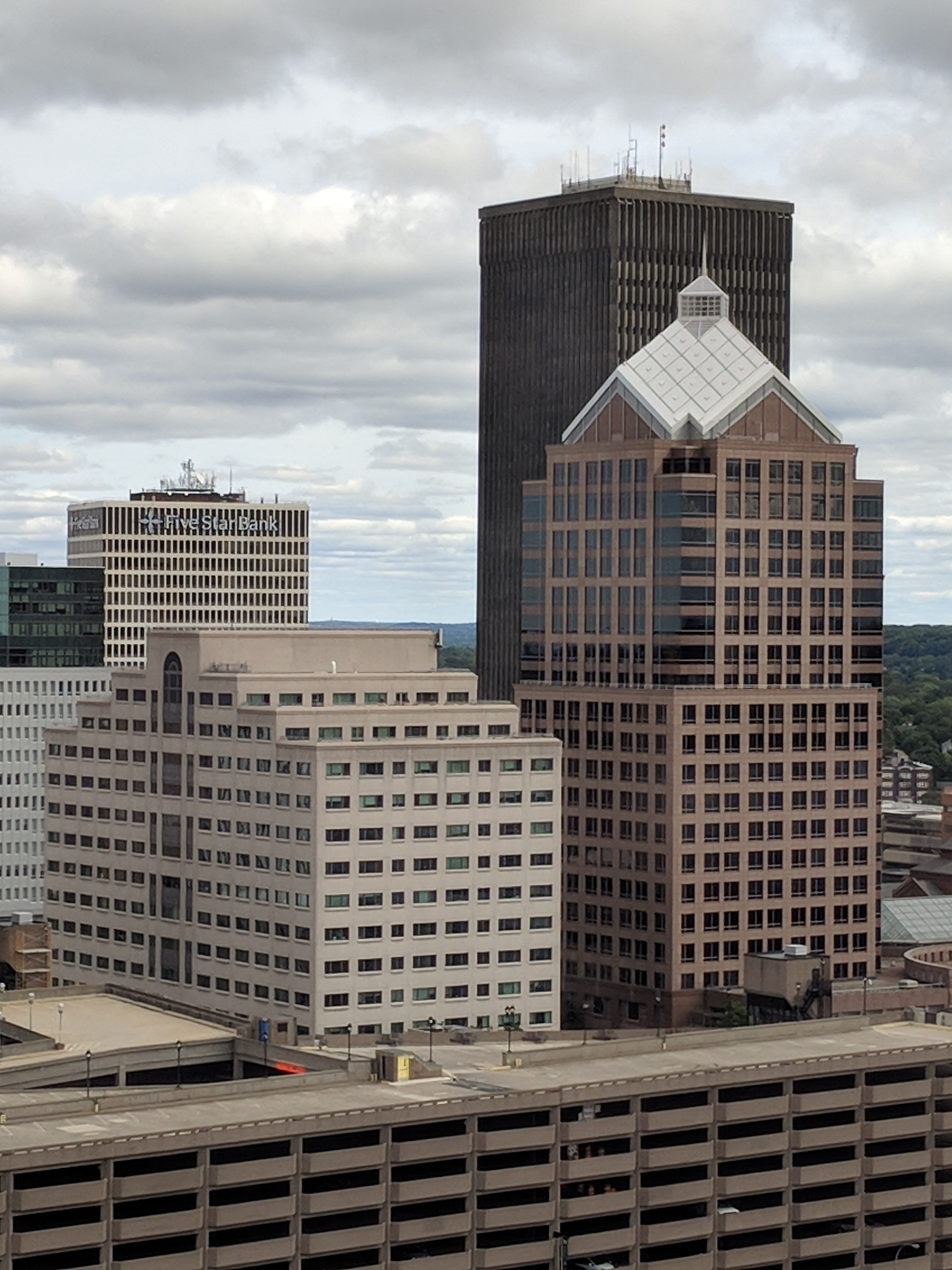
Vista del downtown de Rochester
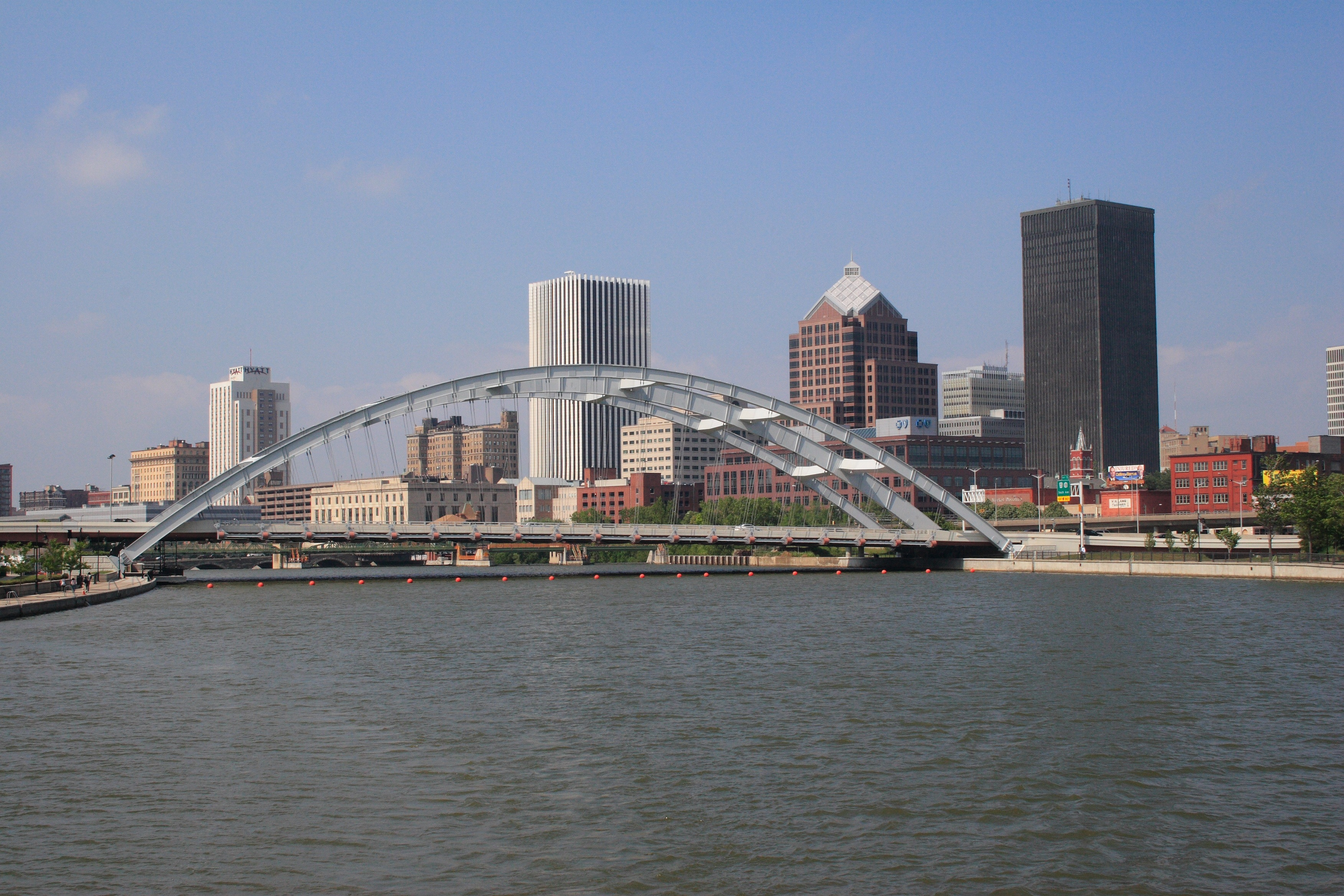
Junto a otros edificios vista desde el río Genesee